# 小川寛大
小川 寛大（おがわ かんた、1998年11月29日 - ）は、ラグビーユニオンの選手。ジャパンラグビーリーグワンの東京サントリーサンゴリアスに所属している。

## 来歴
2017年、伏見工業高校卒業後、流通経済大学に入る。
2021年、流通経済大学卒業後、JR西日本レイラーズに加入。
2023年、ジャパンラグビーリーグワンの横浜キヤノンイーグルスに加入。2025年5月、退団。
2025年7月1日、東京サントリーサンゴリアスに加入した。